# Agarista agricola
Agarista agricola is een vlinder uit de familie van de uilen (Noctuidae). De wetenschappelijke naam van de soort is, als Papilio agricola, voor het eerst geldig gepubliceerd in 1805 door Edward Donovan. De soort komt voor in het Australaziatisch gebied.

## Synoniemen
- Agarsita picta Leach, 1814

## Ondersoorten
- Agarista agricola agricola
- Agarista agricola daemonis Butler, 1876
- Agarista agricola timorensis Rothschild, 1896
- Agarista agricola biformis Butler, 1884